# Mariaevangeliet
Mariaevangeliet er et af de nytestamentlige apokryfe skrifter, der ikke kom med i Det Nye Testamente. Teksten blev genopdaget i Kairo i 1896 og udkom på dansk i 2017 ved Marianne Aagaard Skovmand.
De fleste mener, at skriftet stammer fra Maria Magdalena, der i teksten bliver fremstillet som den ledende af Jesu disciple. I teksten fortæller hun om en vision, hun har fået fra Jesus.
Teksten har fået stigende opmærksomhed i det 21. århundrede og mange mener, den viser, at kvinder havde en fremtrædende rolle i den tidlige kristendom.